# Joanis Alewras
Joanis Alewras (gr. Ιωάννης Αλευράς; ur. 1912 w Mesini, zm. 6 kwietnia 1995 w Atenach) – grecki polityk i związkowiec, poseł do Parlamentu Hellenów i jego przewodniczący w latach 1981–1989, w marcu 1985 pełniący obowiązki prezydenta Grecji.

## Życiorys
Pracował jako urzędnik bankowy w banku centralnym, zaangażował się w działalność związkową. W 1955 współtworzył zrzeszający pracowników sektora bankowego związek zawodowy OTOE, pełnił funkcję jego przewodniczącego. Działał w Unii Centrum Jeorjosa Papandreu, od 1963 wykonywał mandat deputowanego. W okresie junty czarnych pułkowników był represjonowany z powodów politycznych.
W 1974, po upadku reżimu i po rozpoczęciu procesu demokratyzacji, został jednym z założycieli Panhelleńskiego Ruchu Socjalistycznego (PASOK). W tym samym roku uzyskał ponownie mandat posła do Parlamentu Hellenów. Z powodzeniem ubiegał się o reelekcję w siedmiu kolejnych wyborach do 1993 włącznie. Od listopada 1981 do lipca 1989 sprawował funkcję przewodniczącego greckiego parlamentu. 10 marca 1985, po złożeniu urzędu przez Konstandinosa Karamanlisa, został pełniącym obowiązki prezydenta Grecji. Wykonywał je to 29 marca tegoż roku. W 1990 sam bezskutecznie ubiegał się o prezydenturę. Zmarł w trakcie 10. kadencji parlamentu.